# Armorial des présidents des États-Unis

Sceau de la Présidence des États-Unis

Les armoiries des présidents des États-Unis sont celles de leur famille ou ont été créées à l'admission du président au sein d'un ordre de chevalerie étranger.

## Armorial
Cet armorial n'inclut pas les présidents pour lesquels aucun blason n'est connu.
| Président | Président                 | Mandat          | Armoiries | Notes et blasonnement |
| --------- | ------------------------- | --------------- | --------- | --- |
|           | George Washington         | 1789-1797       |           | Armes de la famille Washington depuis le XIVesiècle. Devise : Exitus acta probat (Le résultat est le test de l'acte)                                                            |
|           | John Adams                | 1797-1801       |           | Devise : Libertatem amicitiam retinebis et fidem (Liberté, amitié et fidélité)                                                                                                  |
|           | Thomas Jefferson          | 1801-1809       |           | Devise : Ab eo libertas a quo spiritus (Celui qui donne la vie donne la liberté)                                                                                                |
|           | John Quincy Adams         | 1825-1829       |           | Devise : Libertatem amicitiam retinebis et fidem (Liberté, amitié et fidélité)                                                                                                  |
|           | Martin Van Buren          | 1837-1841       |           | |
|           | Zachary Taylor            | 1849-1850       |           | Devise : Consequitur quodcumque petit (Il obtient tout ce qu'il demande) |
|           | Rutherford Hayes          | 1877-1881       |           | Devise : Recte (Droit), ou Qui patriae optime servit optime servit suis partibus (Celui qui sert au mieux sa patrie sert au mieux son parti)                                    |
|           | James Garfield            | 1881            |           | Devise : In cruce vinco (Par la croix je suis victorieux) |
|           | Chester Arthur            | 1881-1885       |           | Devise : Pro Deo et patria (Pour Dieu et la patrie) |
|           | Grover Cleveland          | 1885-1889       |           | Pas d'armoiries connues. |
|           | Theodore Roosevelt        | 1901-1909       |           | Devise : Qui plantavit curabit (Qui a planté protégera) |
|           | Calvin Coolidge           | 1923-1929       |           | Devise : Virtute et fide (Par vertu et par foi) Attribuée par Henry Bond, aucune preuve que Calvin Coolidge ait jamais porté ces armes.                                         |
|           | Franklin Delano Roosevelt | 1933-1945       |           | Devise : Qui plantavit curabit (Qui a planté protégera) |
|           | Dwight Eisenhower         | 1953-1961       |           | Devise : Peace through understanding (La paix par la compréhension) |
|           | John F. Kennedy           | 1961-1963       |           | |
|           | Lyndon Johnson            | 1963-1969       |           | Devise : Nobilitatis virtus non stemma character (La vertu, et non le lignage, est marque de noblesse)                                                                          |
|           | Ronald Reagan             | 1981-1989       |           | Devise : Facta non verba (Des faits, pas des mots) |
|           | George H. W. Bush         | 1989-1993       |           | Pas d'armoiries connues. |
|           | Bill Clinton              | 1993-2001       |           | Devise : An leon do bheir an chraobh (Le lion porte la branche) Cri : Spes (Espoir)                                                                                             |
|           | George W. Bush            | 2001-2009       |           | Pas d'armoiries connues. |
|           | Barack Obama              | 2009-2017       |           | Pas d'armoiries connues. |
|           | Joe Biden                 | 2021-2025       |           | Pas d'armoiries connues |
|           | Donald Trump              | 2017-2021 2025- |           | Pas d'armoiries connues. Toutefois des armoiries sont attribuées au Trump International Golf Club par le Lord Lyon en Ecosse : Devise : Numquam concedere (N'abandonner jamais) |